# Paradossenus
Genre
Synonymes
- Xingusiella Mello-Leitão, 1940
- Magnichela Silva & Lise, 2006

Paradossenus est un genre d'araignées aranéomorphes de la famille des Trechaleidae.

## Distribution
Les espèces de ce genre se rencontrent en Amérique du Sud et en Amérique centrale.

## Liste des espèces
Selon World Spider Catalog (version 17.0, 27/04/2016) :
- Paradossenus acanthocymbium Carico & Silva, 2010
- Paradossenus benicito Carico & Silva, 2010
- Paradossenus caricoi Sierwald, 1993
- Paradossenus corumba Brescovit & Raizer, 2000
- Paradossenus isthmus Carico & Silva, 2010
- Paradossenus longipes (Taczanowski, 1874)
- Paradossenus makuxi Silva & Lise, 2011
- Paradossenus minimus (Mello-Leitão, 1940)
- Paradossenus pozo Carico & Silva, 2010
- Paradossenus pulcher Sierwald, 1993
- Paradossenus sabana Carico & Silva, 2010
- Paradossenus santaremensis (Silva & Lise, 2006)
- Paradossenus tocantins Carico & Silva, 2010

## Publication originale
- F. O. Pickard-Cambridge, 1903 : On some new species of spiders belonging to the families Pisauridae and Senoculidae; with characters of a new genus. Proceedings of the Zoological Society of London, vol. 1903, no 1, p. 151-168 (texte intégral).